# Moreira (Maia)
Moreira ist eine Gemeinde im Norden Portugals. Sie gehört zur Metropolregion Porto.
Der Flughafen Porto liegt zum Teil in Pedras Rubras, einem Ortsteil der Gemeinde Moreira.

## Geschichte
Der Ort entstand vermutlich im Verlauf der Reconquista. Erstmals offiziell erwähnt wurde Moreira Anfang des 10. Jahrhunderts. Es gehört seither zum Kreis Maia.
Der Ort war Schauplatz im Miguelistenkrieg nach der Liberalen Revolution 1822, als Lagerstatt der liberalen Heere 1832.

## Verwaltung
Moreira ist eine Gemeinde (Freguesia) im Kreis (Concelho) von Maia im Distrikt Porto. Die Gemeinde besitzt eine Fläche von 8,7 km² und hat 13.093 Einwohner (Stand 19. April 2021).

## Städtepartnerschaften
- Brioude, Frankreich – seit 2007

## Söhne und Töchter der Gemeinde
- Fernando Teixeira dos Santos (* 1951), Politiker, 2005–2011 Finanzminister